# Kinji Yoshimoto
Kinji Yoshimoto (japanisch よしもときんじ Yoshimoto Kinji; * 27. Februar 1966; † 5. November 2021) war ein japanischer Autor und Filmregisseur, bekannt für seine hocherotischen Manga- und Anime-Produktionen mit dem Mangaka Satoshi Urushihara. Die beiden hatten mit Yoshihiro Kimura eine eigene Produktionsfirma namens Earthwork.

## Filmografie

### Fernsehserien
- 2005: Jinki: Extend (Folge 2: Storyboard)
- 2005: Sugar Sugar Rune (Folge 3: Storyboard)
- 2006: Joshi Kōsei: Girl’s High (Folge 11: Storyboard)
- 2007: Genshiken 2 (Farbeinstellung, Regisseur)
- 2007: Himawari!! (Folge 7: Storyboard)
- 2009: Queen’s Blade: Rurō no Senshi (Regie, Serienstruktur, Drehbuch, Farbplanung)
- 2009: Queen’s Blade: Gyokuza o Tsugumono (Regie, Story Concept, Farbplanung)

### OVA
- 1985: Megazone 23 (Schlüsselbilder)
- 1986: Megazone 23: Part II (Schlüsselbilder)
- 1989: Legend of Lemnear (Entwurf, Idee, Drehbuch, Storyboard, Regie)
- 1989: Riding Bean (mechanischer Designer)
- 1990: Bubblegum Crisis (Folge 7: Animationsleitung (unter der Gesamtanimationsleitung von Satoshi Urushihara))
- 1992: Kekkō Kamen (Folgen 3–4: Regie)
- 1994: Plastic Little (Regie)
- 2010–2011: Queen’s Blade: Utsukushiki Tōshi-tachi (Regie, Story Concept, Farbplanung)

### Hentai-OVA
- 1992: La Blue Girl (Charakterdesign, Storyboard)
- 1994–1995: Dōkyūsei: Natsu no Owari ni (Regie)
- 2001–2003: Natural 2 – Duo (Regie)
- 2004–2005: Frivole Unschuld (Regie)
- 2005: Itazura – The Animation (Produzent)

### Computerspiele
- 1996: Langrisser III (Animationsfilmregie)
- 1997: Langrisser IV (Animationsfilmregie)
- 1999: Grow Lanser (Animationsfilmregie)

### Hentai-Computerspiele
- 1992: Himitsu no Hanazono (Regie)
- 1997: Find Love 2 (Animationsfilmregie)

### Manga
- Legend of Lemnear (Idee)
- Eidron Shadow (Idee)

### Illustrationen
- Wings of Honneamise
- Shinmajinden Battle Royal Highschool